# Peugeot Type 21, 24, 30 e 31
Le Type 21, 24, 30 e 31 erano quattro modelli di autovettura prodotti tra il 1898 ed il 1902 dalla Casa automobilistica francese Peugeot.

## Profilo
Si cominciò nel 1898 con la Type 24, una piccola vetturetta aperta a due posti lunga 2.25 m e che si poneva alla base del listino Peugeot nel periodo a cavallo tra i due secoli. Fu prodotta fino al 1902 in 20 esemplari.

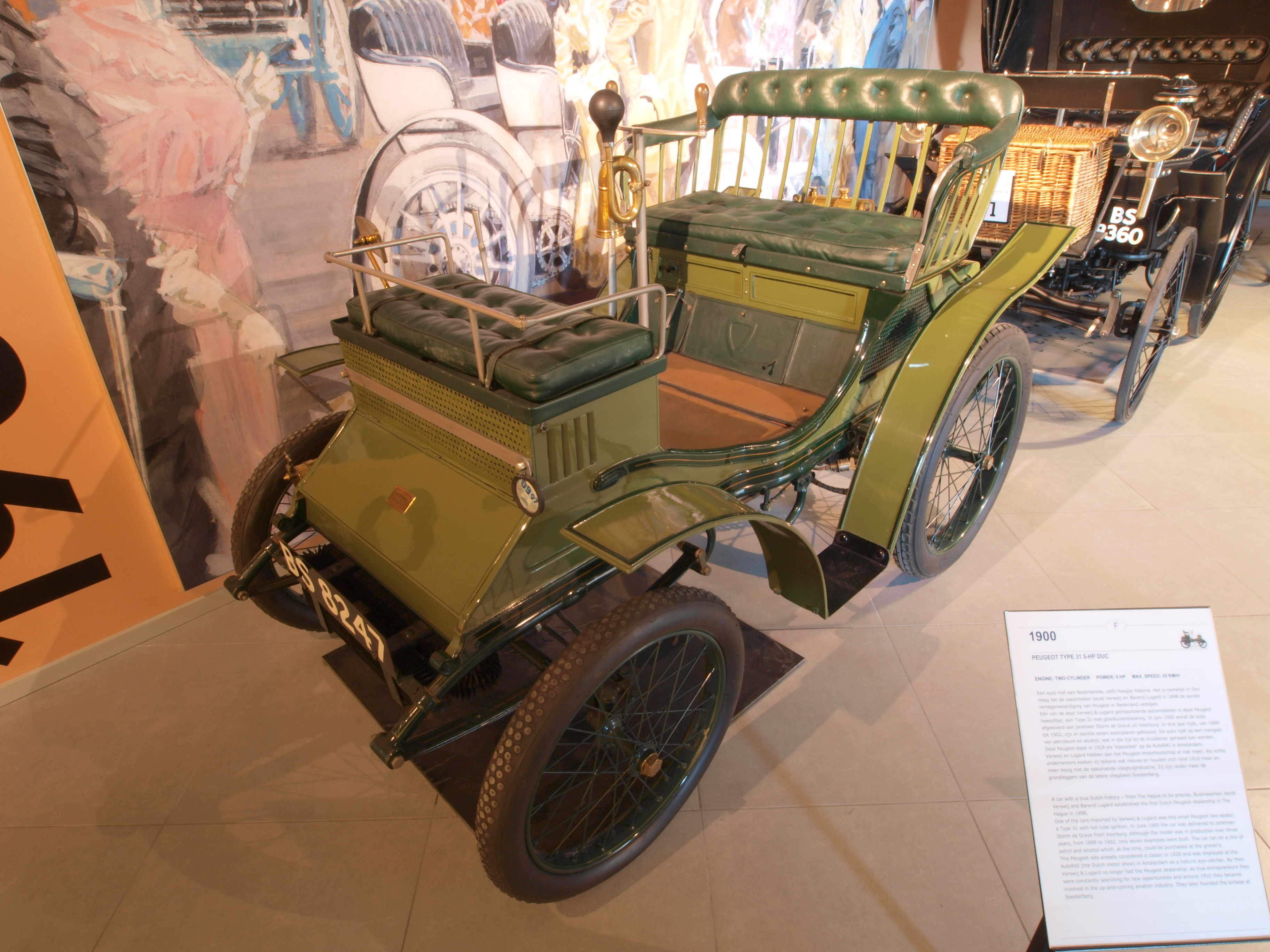
Una Peugeot Type 31

Nello stesso anno fu introdotta la prima coupé di casa Peugeot: la Type 21. All'epoca, la coupé era simile ad una carrozza chiusa senza cavalli con due sole porte. La Type 21 era però a quattro posti. Nasceva sullo stesso telaio della Type 24, ma con passo allungato da 1.38 ad 1.65 metri. Fu prodotta tra il 1898 ed il 1901 in soli 9 esemplari.
Nel 1900, la Type 31 affiancò la Type 24, della quale condivideva il telaio, sebbene accorciato di 8 cm. Anch'essa era una piccola biposto e fu prodotta fino al 1902 in soli 7 esemplari. Le sue ridottissime dimensioni (2.1 metri di lunghezza) le fanno guadagnare il titolo di autovettura Peugeot più piccola della storia.

Contemporaneamente alla Type 31 fu introdotta la Type 30, una sorta di versione scoperta della Type 21, della quale condivideva lo stesso telaio. Fu la vettura più prodotta del quartetto (84 esemplari). Anche la Type 30 fu prodotta fino al 1902.